# 3つのピアノ協奏曲 K.107

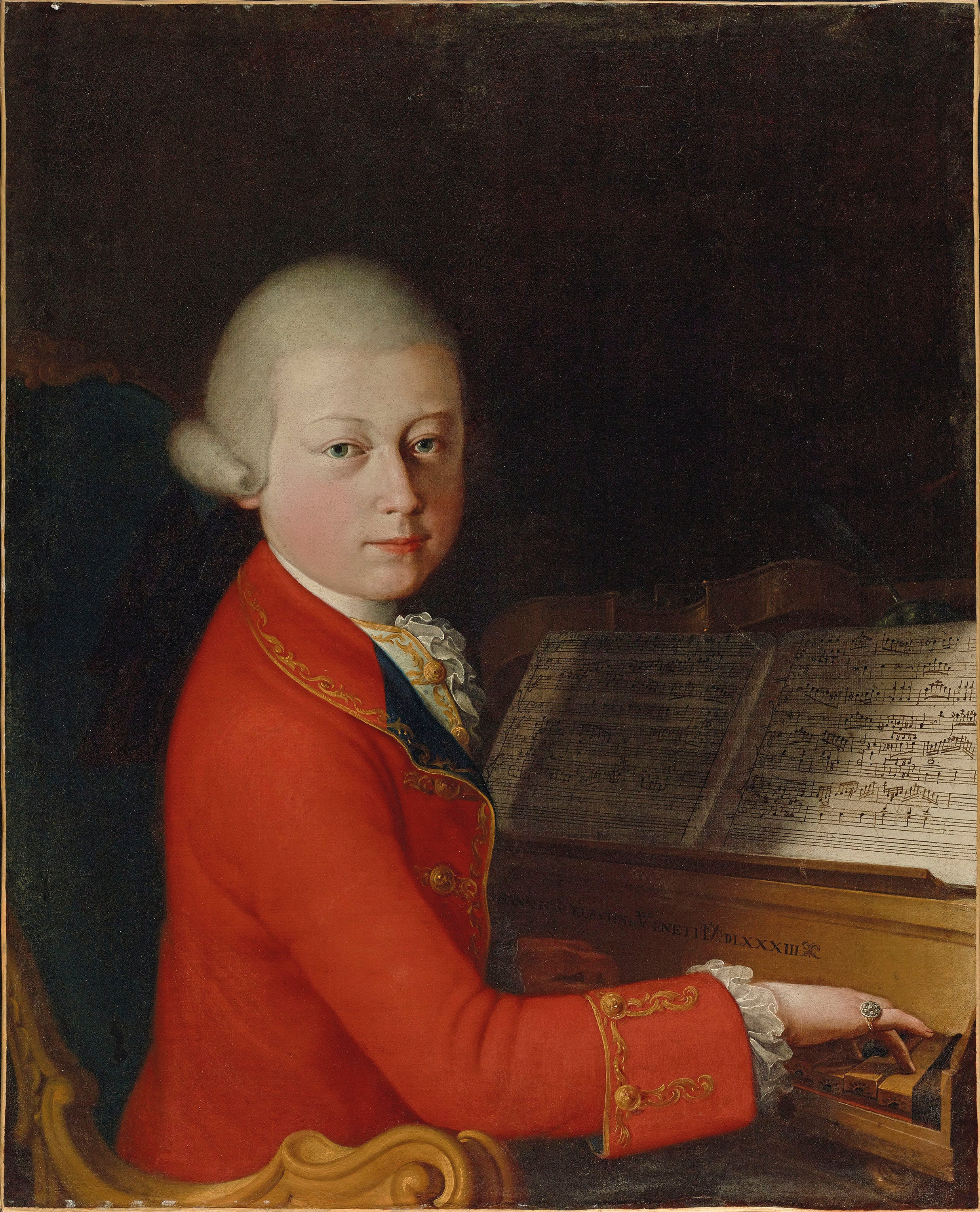
1770年のモーツァルト

3つのピアノ協奏曲 K. 107 は、ヴォルフガング・アマデウス・モーツァルトが作曲したピアノ協奏曲。第1番から第4番までのピアノ協奏曲同様、他者の作品の編曲である。

## 概要
少年時代に影響を受けたヨハン・クリスティアン・バッハの『6つのクラヴィーアソナタ 作品5』（1768年出版）から3曲を選んで編曲したものである。自筆譜の原題は「アマデオ・ヴォルフガンゴ・モーツァルト氏により協奏曲に編曲された、ジョヴァンニ・バック氏の3つのソナタ Tre Sonate del Sgr. Giovanni Bach ridotte in Concerti dal Sgr. Amadeo Worfgango Mozart」。
本曲は未出版のまま作曲者の死後に発見され、ケッヘル番号初版で「K. 107」の番号が与えられた。そしてブライトコプフ・ウント・ヘルテル監修の旧モーツァルト全集で初めて出版されたが、他の27曲とは違って番号は付けられなかった。その後、アルフレート・アインシュタインにより1765年にロンドン・ハーグに滞在中に作曲したと推測され、ケッヘル番号第3版で「K. 21b」の番号が与えられた。しかし、自筆譜の研究から1770年から1772年までの間にザルツブルクで作曲されたことが判明し、ケッヘル番号も当初のものに戻された。本作品を作曲した後、モーツァルトは1773年に初のオリジナル作である『ピアノ協奏曲第5番 ニ長調 K. 175 (382)』を書くこととなる。
その後、旧モーツァルト全集で番号が付けられた第1番から第4番までが本作と同様に他社の作品の編曲と判明したが、現在でも本作品の通し番号付けは行われておらず、演奏の機会も少ない（現在、モーツァルトの「ピアノ協奏曲全集」として出回っている音源にも本作品は含まれない場合が多い）。

## 楽器編成
独奏ピアノ、ヴァイオリン2、バス（チェロ）と、第1番から第4番と比べても簡素な編成となっている。

## 構成
モーツァルトはJ.C. バッハのソナタを編曲するにあたって、協奏ソナタ形式に合わせるためにソナタ形式の楽章の主題提示部を一部転調して2度繰り返し、伴奏とカデンツァ、コーダを加えた他はほとんど原曲のまま用いている。

### 第1番 ニ長調
ソナタ集の第2曲が原曲。第1、第2楽章に自作のカデンツァが付けられている。演奏時間は約13分。
- 第1楽章 アレグロ
ニ長調、4分の4拍子、ソナタ形式。
- 第2楽章 アンダンテ
ト長調、4分の2拍子、三部形式。
- 第3楽章 テンポ・ディ・メヌエット
ニ長調、4分の3拍子、三部形式。原曲の表題は「メヌエット」。

### 第2番 ト長調
ソナタ集の第3曲が原曲。演奏時間は約8分。
- 第1楽章 アレグロ
ト長調、4分の4拍子。
- 第2楽章 アレグレット
ト長調、4分の2拍子、変奏曲形式。モーツァルトは4つある変奏の順番を変更している（第2、1、3、4変奏の順）。

### 第3番 変ホ長調
ソナタ集の第4曲が原曲。演奏時間は約9分。
- 第1楽章 アレグロ
変ホ長調、4分の4拍子。
- 第2楽章 アレグレット
変ホ長調、4分の3拍子、ロンド形式。